# 草川俊
草川 俊（くさかわ しゅん、1914年8月13日 - 2000年3月6日）は、日本の作家。宮城県石巻市に生まれる。宇都宮高等農林学校（現在の宇都宮大学農学部）卒業。本名:高橋善三郎。1958年、『黄色い運河』、『長城線』、1964年、『赤い運河』、それぞれ直木賞候補。

## 著書一覧
- 長城線（1958、光風社）
- 黄色い運河（1958、光風社）
- 牧歌（1959、小壷天書房）
- 黄河の人（1961、東方社）
- 季節の手帳 歳時記のエッセイ（1964、冬樹社）
- 大陸放浪記（1965、冬樹社）
- 中国朋友伝（1968、浪速書房）
- 田園博物誌（1976、朝日新聞社）
- 北京西郊収容所（1978、光風社書店）
- 風土の味 お国ぶり味覚ノート（1979、富民協会）
- 日本飲食考（1980、楽游書房）
- 野菜博物誌（1980、日本経済評論社）
- 野菜の歳時記（1981、ティビーエス・ブリタニカ）
- あめつちの詩（1983、日本経済評論社）
- 山菜博物誌（1983、日本経済評論社）
- わが鳥獣虫魚たち（1983、日本経済評論社）
- 雑穀博物誌（1984、日本経済評論社）
- あめつちの詩 第2（1985、日本経済評論社）
- 秋の田園博物誌（1987、徳間書店）
- 野草の歳時記（1987、読売新聞社）
- くだもの歳時記（1988、読売新聞社）
- 新撰 あめつちの詩 田園歳時記（1989、桐原書店）
- 土のうた 地球への季節のメッセージ（1992、光風社出版）
- 野菜・山菜博物事典（1992、東京堂出版）
- 有用草木博物事典（1992、東京堂出版）
- さかな歳時記（1993、光風社出版）
- 田園歳時記（1994、光風社出版）
- 北京西郊収容所（1995、光風社出版）